# 高尚大白杜鹃
高尚大白杜鹃（学名：Rhododendron decorum ssp. disprepes）为杜鹃花科杜鹃花属下的一个亚种。